# Tema de Baspracania

Los temas del Imperio bizantino a la muerte de Basilio II en 1025, el tema de Baspracania aparece en amarillo.

El tema de Bapracania, Vaspurakan o Alta Media (en griego: θεμα Βαασπρακάν, romanizado: thema Vasprakanias) fue una unidad militar-administrativa del Imperio bizantino (tema), que estaba ubicada en el sur del Cáucaso (actual Turquía). El nombre proviene del Reino de Vaspurakan. Fue fundado en 1021 y dejó de existir en 1071 como consecuencia de la captura por parte de los turcos selyúcidas.

## Historia
Desde la década de 1010, el Reino de Vaspurakan se vio presionado por el Imperio bizantino y el Estado de los Shaddádidas, y luego por las tribus túrquicas. El emperador bizantino Basilio II ejerció una presión constante sobre el rey Senekerim, quien finalmente accedió a abdicar del poder, recibiendo en su lugar posesiones en las temas de Capadocia y Sebaste. En 1021, cedió Vaspurakan y así se creó el tema de Vaspurakan. Para fortalecer la posición del imperio en esta nueva provincia, Basilio II reasentó a soldados de la región de Macedonia con sus familias, así como búlgaros.
Desde el principio, las tropas del tema se vieron obligadas a repeler los ataques de los turcos. Al mismo tiempo, se libró una lucha contra los emires y príncipes que eran vasallos de los reyes de Vaspurakan, quienes se negaron a reconocer el dominio bizantino. En 1026, se conquistó la posesión de Artske. En 1027, se reprimió la rebelión del catapán Nicéforo Comneno, lo que debilitó la defensa del tema por un tiempo. En 1033-1034, como resultado de varias campañas, se capturó el importante emirato de Berkri (Perkri), pero fue reconquistado nuevamente en 1037.
Desde principios de la década de 1040, el tema comenzó a sufrir ataques aislados de los selyúcidas. En 1042, los residentes locales, encabezados por el príncipe armenio Khachyk, desempeñaron un papel importante en la defensa contra los ataques de los emires vecinos.  En 1045, el catapán Esteban Leicudes sufrió una dura derrota a manos de los selyúcidas liderados por Kutalmish y fue capturado. En 1048-1049 hubo incursiones de los selyúcidas dirigidos por Ibrahim Yinal, que saquearon el tema. La derrota de Inal por los bizantinos en la batalla de Kapetron solo mejoró la situación por un corto tiempo.
En 1053, el tema sufrió un duro golpe, en 1054 se perdieron las importantes ciudades fortificadas de Berkri y Artske y, a mediados de la década de 1060, solo quedaba del tema el cantón de Restúnia. Pero la lucha por este continuó durante otros diez años. En 1071, el emperador Romano IV intentó recuperar estas tierras, pero en la batalla cerca de Manzikert sufrió una aplastante derrota a manos del sultán selyúcida Alp Arslan. Después de eso, los bizantinos finalmente perdieron Baspracania.

## Catapanes
- Basilio Argiro (1021-1022)
- Nicéforo Comneno (1022-1027)
- Desconocido
- Nicolás Criselio (1032-1033)
- Nicetas Pegonita (1033-1034)
- Constantino Cabasila (1034)
- Jorge Maniaces (1034-1037)
- Esteban Leicudes (1038-1045)
- Desconocido
- Aarón (1047-1049)
- Gregorio Magistro (1049-1054)
- Basilio Apocauco (1055-1059)
- Bagrat Vkhkatsi (1059-1065)
- Miguel (1066-1071)